# حلقه‌های ازدواج (فیلم ۱۳۸۸)
حلقه‌های ازدواج فیلمی به کارگردانی شاهین باباپور و نویسندگی علی غفاری و شاهین باباپور محصول سال ۱۳۸۸ است.

## خلاصه داستان
داستان جوانی به نام حمید است که در یک شرکت بزرگ کار می‌کند...

## بازیگران
- مجید صالحی
- رضا شفیعی‌جم
- مهران غفوریان
- شهره لرستانی
- بهنوش بختیاری
- مهران رجبی
- کیومرث ملک‌مطیعی
- جلیل فرجاد
- محمد شیری
- کیانوش گرامی
- مریم سلطانی
- شهناز شهبازی